# Index Translationum
Index Translationum este baza de date cu traduceri de carte a UNESCO. Cărțile au fost traduse de mii de ani, fără a exista o evidență centrală a traducerilor. Liga Națiunilor a înființat o bază de date a traducerilor în 1932. În 1946 Organizația Națiunilor Unite a înlocuit Liga Națiunilor, iar UNESCO (agenție specializată a ONU) a preluat sarcina de administrare și completare ale bazei de date. În anul 1979 înregistrările realizate în această bază de date au fost computerizate.
Întrucât Indexul conține traduceri ale cărților individuale, autorii cu multe cărți publicate, dar cu puține traduceri, pot figura pe un loc mai înalt în clasament decât autorii cu puține cărți scrise, dar cu mai multe traduceri. Așadar, de exemplu, în timp ce Biblia este cea mai tradusă carte din lume, ea nu se situează în topul 10 al indexului. Indexul consideră Walt Disney Company, care a folosit mai mulți autori, ca un singur scriitor. Autorii cu nume similare sunt uneori incluși ca unul singur; astfel, de exemplu, înregistrările pentru „Hergé” include nu numai creațiile autorului serialului de benzi desenate Aventurile lui Tintin (Hergé), ci și cele ale lui B.R. Hergehahn, Elisabeth Herget și Douglas Hergert. Prin urmare, autorii de top, așa cum îi prezintă Indexul, provin dintr-o interogare a bazei de date, ale cărei rezultate necesită o interpretare.
Conform indexului, Agatha Christie rămâne autorul individual cel mai tradus.

## Statistici
Sursa: UNESCO

### Top 10 autori
| Nr. | Autor                   | Număr de traduceri |
| --- | ----------------------- | ------------------ |
| 1   | Agatha Christie         | 7.236              |
| 2   | Jules Verne             | 4.751              |
| 3   | William Shakespeare     | 4.296              |
| 4   | Enid Blyton             | 3.924              |
| 5   | Barbara Cartland        | 3.652              |
| 6   | Danielle Steel          | 3.628              |
| 7   | Vladimir Lenin          | 3.593              |
| 8   | Hans Christian Andersen | 3.520              |
| 9   | Stephen King            | 3.357              |
| 10  | Jacob Grimm             | 2.977              |

### Top 10 țări
| Nr. | Țară                | Număr de traduceri |
| --- | ------------------- | ------------------ |
| 1   | Germania            | 269.724            |
| 2   | Spania              | 232.853            |
| 3   | Franța              | 198.574            |
| 4   | Japonia             | 130.496            |
| 5   | URSS (până în 1991) | 92.734             |
| 6   | Țările de Jos       | 90.560             |
| 7   | Polonia             | 77.716             |
| 8   | Suedia              | 73.230             |
| 9   | Danemarca           | 70.607             |
| 10  | China               | 67.304             |

### Top 10 limbi
| Nr. | Limbă       | Număr de traduceri |
| --- | ----------- | ------------------ |
| 1   | Germană     | 301.935            |
| 2   | Franceză    | 240.045            |
| 3   | Spaniolă    | 228.559            |
| 4   | Engleză     | 164.509            |
| 5   | Japoneză    | 130.649            |
| 6   | Neerlandeză | 111.270            |
| 7   | Rusă        | 100.806            |
| 8   | Portugheză  | 78.904             |
| 9   | Poloneză    | 76.706             |
| 10  | Suedeză     | 71.209             |

### Top 10 limbi originale
| Nr. | Limbă    | Număr de traduceri |
| --- | -------- | ------------------ |
| 1   | Engleză  | 1.266.110          |
| 2   | Franceză | 226.123            |
| 3   | Germană  | 208.240            |
| 4   | Rusă     | 103.624            |
| 5   | Italiană | 69.555             |
| 6   | Spaniolă | 54.588             |
| 7   | Suedeză  | 39.984             |
| 8   | Japoneză | 29.246             |
| 9   | Daneză   | 21.252             |
| 10  | Latină   | 19.972             |

## Vezi și
- Colecția de lucrări reprezentative ale UNESCO, programul UNESCO pentru finanțarea traducerii operelor literare semnificative ale literaturii mondiale într-o limbă internațională

## Legături externe
- Index Translationum
- Index Translationum: Statistici - Formulare de căutare